# جاستن كينغ (رجل أعمال)
جاستن كينغ (بالإنجليزية: Justin King)‏ هو شخصية أعمال بريطاني، ولد في 17 مايو 1961 في ستيبني في المملكة المتحدة.

## وصلات خارجية
- جوستين كينغ على موقع إن إن دي بي (الإنجليزية)